# Rüthi
Rüthi (do 1994 Rüthi (Rheintal)) – miejscowość i gmina we wschodniej Szwajcarii, w kantonie St. Gallen, w okręgu Rheintal.

## Demografia
W Rüthi mieszka 2 447 osób. W 2021 roku 23,7% populacji gminy stanowiły osoby urodzone poza Szwajcarią. 

## Współpraca
Miejscowość partnerska:
- Wolfegg, Niemcy

## Transport
Przez teren gminy przebiegają autostrada A13 oraz droga główna nr 13. 